# Данилович, Ян Николай
Ян Николай Данилович (пол. Jan Mikołaj Daniłowicz; 1607 — 6 января 1650) — государственный и военный деятель Речи Посполитой, подстолий великий коронный (1620), подскарбий надворный коронный (1627—1632), подскарбий великий коронный (1632—1650), жупник краковский (1640—1642), староста хелмский, пшемысльский, самборский, червоногородский, корсуньский, чигиринский, ростоцкий, кольский, ратненский, долинский и др.

## Биография
Представитель польско-украинского дворянского рода Даниловичей герба «Сас». Младший сын подскарбия великого литовского Николая Даниловича и Елены Уханской.
В 1620 году Ян Николай Данилович стал подсотлием великим коронным, в 1627 году подскарбием надворным коронным и в 1632 году подскарбием великим коронным. В 1639—1640 гг. при дворе Яна проживал лже-Симеон Шуйский, выдавший себя за мифического сына русского царя Василия IV Шуйского. Однако вскоре самозванец таинственно исчез.
Ян Николай был умелым администратором, его ценили за способность наполнять коронную казну для финансирования войн со Швецией и Московским царством. Был богатейшим польским магнатом своего времени. Много жертвовал католической церкви, был основателем многих костёлов и монастырей.
Был женат на Эльжбете Опалинской (1608—1633), дочери коронного надворного маршалка Лукаша Опалинского (1581—1654) и Анны Пилецкой (1572—1631). Брак был неудачным. В 1632 году между супругами произошёл разрыв, а в 5 мая 1633 года Эльжбета умерла от болезни. Вторая жена с 1638 года — София Тенчинская (ум. 1654), дочь воеводы любельского Габриэля Тенчинского (1572—1617) и Эльжбеты Радзивилл.
Ян Николай умер бездетным.